# East Brewton (Alabama)
East Brewton é uma cidade localizada no estado americano de Alabama, no Condado de Escambia.

## Demografia
Segundo o censo americano de 2000, a sua população era de 2496 habitantes.
Em 2006, foi estimada uma população de 2509, um aumento de 13 (0.5%).

## Geografia
De acordo com o United States Census Bureau, a localidade tem uma área de 9,1 km², sem área coberta por água.

## Localidades na vizinhança
O diagrama seguinte representa as localidades num raio de 24 km ao redor de East Brewton.